# 茅野市
茅野市（日语：／ Chino shi */?）是位於日本長野縣南信地方的城市，日本海拔最高的市公所便位於市内。當地以觀光業、工業和農業為主。

## 交通
境內有東日本旅客鐵道的中央本線通過。
- 中央本線 : 茅野站 - 青柳站

## 出身有名人
- 菊池正美（聲優）
- 小飼雅道（前馬自達社長）
- 小平奈緒（競速滑冰選手、2010年冬季奧林匹克運動會競速滑冰比賽銀牌）
- 小平花織（排球選手、效力於東麗箭）
- 丸茂藤平（前大連市市長）

## 外部連接
- 茅野市ホームページ （页面存档备份，存于）
- 蓼科高原/茅野市観光連盟 （页面存档备份，存于）
- 蓼科観光協会WEBサイト